# Cecilia Molinari
Cecilia Molinari, po mężu Milardi (ur. 22 listopada 1949 w Borgo Val di Taro) – włoska lekkoatletka, sprinterka, dwukrotna mistrzyni igrzysk śródziemnomorskich, olimpijka.

## Kariera sportowa
Odpadła w półfinale biegu na 60 metrów na halowych mistrzostwach Europy w 1970 w Wiedniu i w eliminacjach tej konkurencji na kolejnych halowych mistrzostwach Europy w 1971 w Sofii. Na mistrzostwach Europy w 1971 w Helsinkach odpadła w półfinale biegu na 100 metrów i eliminacjach sztafety 4 × 100 metrów.
Zdobyła złote medale w obu tych konkurencjach na igrzyskach śródziemnomorskich w 1971 w Izmirze. Odpadła w eliminacjach biegu na 50 metrów na halowych mistrzostwach Europy w 1972 w Grenoble. Na igrzyskach olimpijskich w 1972 w Monachium odpadła w ćwierćfinale biegu na 100 metrów i eliminacjach sztafety 4 × 100 metrów, a na halowych mistrzostwach Europy w 1973 w Rotterdamie odpadła w eliminacjach biegu na 60 metrów.
Zajęła 7. miejsce w sztafecie 4 × 100 metrów i odpadła w eliminacjach biegu na 100 metrów na mistrzostwach Europy w 1974 w Rzymie. Na halowych mistrzostwach Europy w 1975 w Katowicach odpadła w eliminacjach biegu na 60 metrów. Zdobyła brązowy medal w sztafecie 4 × 100 metrów na igrzyskach śródziemnomorskich w 1975 w Algierze, a w biegu  na 100 metrów zajęła 4. miejsce.
Była mistrzynią Włoch w biegu na 100 metrów w latach 1968 i 1970–1974 oraz w sztafecie 4 × 100 metrów w 1974. W hali była mistrzynią Włoch w biegu na 60 metrów w latach 1970–1973.
Ustanowiła rekord Włoch w biegu na 100 metrów  z czasem 11,3 s przy pomiarze ręcznym (25 czerwca 1972 w Grazu) i 11,61 s przy pomiarze elektronicznym (1 września 1972 w Monachium) oraz w biegu na 200 metrów z wynikiem 23,6 s (15 września 1973 w Rieti), a także sześć razy poprawiała rekord swego kraju w sztafecie 4 × 100 metrów, doprowadzając go do wyniku 44,56 s (8 września 1974 w Rzymie).